# Hypericum graveolens
Hypericum graveolens är en johannesörtsväxtart som beskrevs av Samuel Botsford Buckley. Hypericum graveolens ingår i släktet johannesörter, och familjen johannesörtsväxter. Inga underarter finns listade i Catalogue of Life.